# Пештерско
Пештерско (болг. Пещерско) — село в Бургасской области Болгарии. Входит в состав общины Айтос. Находится примерно в 9 км к северо-востоку от центра города Айтос и примерно в 30 км к северу от центра города Бургас. По данным переписи населения 2011 года, в селе  проживало 723 человека.

## Население
| Год     | 1934 | 1946 | 1956 | 1965 | 1975 | 1985 | 1992 | 2001 | 2011 |
| ------- | ---- | ---- | ---- | ---- | ---- | ---- | ---- | ---- | ---- |
| Жителей | 810  | 795  | 664  | 624  | 764  | 885  | 750  | 693  | 723  |

| Национальность | Человек | Процент |
| -------------- | ------- | ------- |
| болгары        | 28      | 3,87%   |
| турки          | 694     | 95,99%  |
| Всего ответов  | 723     |         |

|  |